# Leitir Mhic an Bhaird
Leitir Mhic an Bhaird (en anglès Lettermacaward) és un llogaret d'Irlanda, al comtat de Donegal, a la província de l'Ulster. Es troba a la Gaeltacht de Na Rosa. La vila, coneguda col·loquialment com a Leitir (pronunciat letcher), es troba entre les viles de Glenties i Dungloe. El districte electoral té 650 habitants dels quals el 19% són parlants nadius de gaèlic irlandès.